# McLaren Senna
McLaren Senna é um hiper-carro fabricado pela McLaren Automotive, na Inglaterra, que homenageia o tricampeão mundial de Fórmula 1, Ayrton Senna. Já é considerado um dos McLaren mais rápidos já feitos em sua história. Foram produzidas apenas 500 unidades e o preço foi estimado em cerca de 750 mil libras esterlinas.

## Visão Geral
Em dezembro de 2017, a McLaren divulgou as primeiras informações sobre o carro, sendo que o lançamento oficial aconteceu no Salão Internacional do Automóvel de Genebra em 6 de março de 2018. Todas as unidades foram vendidas ainda em 2017.
Ao Brasil foram destinadas apenas duas unidades, que já foram vendidas por cerca de 8 milhões de reais. A McLaren abriu sua primeira loja no Brasil no dia 8 de maio de 2018 em São Paulo com a presença da versão esportiva do McLaren Senna de 825 cv.

## McLaren Senna GTR
O GTR é uma outra versão do automóvel, feita apenas para as pistas e com apenas 75 unidades disponíveis. Todas as unidades foram vendidas menos de um mês depois de ser apresentada no Salão do Automóvel de Genebra. O preço da versão GTR é de aproximadamente um milhão de libras esterlinas.

## Forza Horizon 4
Em 11 de junho de 2018, a Microsoft anunciou que o McLaren Senna foi incluído na quarta edição da série de jogos de corrida Forza Horizon 4. O supercarro esportivo é capa do Video Game que se passa na Grã Bretanha e o lançamento aconteceu em 2 de outubro.

## Salão do Automóvel de São Paulo
Em novembro de 2018, durante o Salão do Automóvel de São Paulo, o supercarro esportivo foi destaque do Salão ao lado da réplica do  McLaren MP4/6, pilotado pelo brasileiro durante a temporada de 1991 da Fórmula 1, que lhe valeu o seu terceiro título mundial, além de sua primeira vitória no Grande Prêmio do Brasil. Além das máquinas apresentadas, a marca Senna contou com um estande que exibiu itens alusivos ao tricampeão mundial; capacetes, macacões, troféus e etc.

## Miniatura LEGO
Em janeiro de 2019 a LEGO lançou a miniatura do supercarro esportivo dentro da edição Speed Champions. A miniatura tem tijolos plásticos entrelaçados substituindo a fibra de carbono. O produto contém 219 peças, em cada modelo de 15 cm de comprimento. O kit inclui ainda, seu próprio túnel de vento. O modelo traz os mesmos difusores de ar dianteiros, a tomada de ar no teto e a asa traseira que caracterizam o original. Com acabamento em cinza azulado e destaques na cor laranja, o modelo inclui um conjunto de aros de roda intercambiáveis, para-brisa removível e ainda a mini figura de um piloto vestido com o uniforme da McLaren e o patrocínio da Pirelli.

### Réplica
Em 2019 a LEGO criou uma réplica do supercarro em tamanho real, no qual foram necessários quase 500 mil peças, bancos, volantes e pedais de verdade, para a sua construção. O modelo pesa cerca de 1.700 kg, aproximadamente 500 kg a mais que o original. O carro possui um botão que simula a sua partida. Foram necessárias cerca de 5 mil horas para a sua construção.

## Prêmios
- Prêmio UOL Carros - "Destaque do Salão do Automóvel de São Paulo" (2018)[11]
- GQ Car Awards - "Melhor Hypercar" (2019)[12]